# J. Cole
Jermaine Lamarr Cole bedre kendt som J. Cole, (født 28. januar 1985) er en rapper og producer fra USA.
J. Cole er ejer af record label Dreamville. J. Cole er kendt for ikke at promovere kommende albums. 